# 北京市人民检察院
北京市人民检察院是北京市的检察机关，成立于1951年1月，现任检察长为朱雅频。